# Bouna Coundoul
Bouna Coundoul (* 4. März 1982 in Dakar) ist ein senegalesischer ehemaliger Fußballtorhüter.

## College
Coundoul besuchte von 2002 bis 2004 die University at Albany, SUNY. Dort spielte er für die College-Fußballmannschaft. Vorher besuchte er die Martin L King Jr. High School in New York City. Auch dort stand er im Tor der Schulmannschaft.

## Vereinskarriere

### Colorado Rapids
2005 unterzeichnete er bei den Colorado Rapids und gab sein Debüt in der Major League Soccer am 13. Mai 2006, als er für den verletzten Joe Cannon in der 10. Minute eingewechselt wurde. Im nächsten Spiel, am 20. Mai gegen Los Angeles Galaxy, durfte er zum ersten Mal von Anfang spielen.
In der MLS-Saison 2007 wurde er zum Stammtorhüter der Mannschaft. Gleich im ersten Spiel, Gegner war D.C. United, verhinderte er ein Unentschieden in der letzten Minute. Im Januar 2009 konnte er sich nicht über eine Vertragsverlängerung mit den Colorado Rapids einigen und wurde freigestellt.

### New York Red Bulls
Am 29. Juni 2009 wechselte er zu den Red Bulls. Am 25. Juli gab er seinen Einsatz für seine neue Mannschaft, die auswärts auf die Colorado Rapids traf. Bis zum Ende der Saison konnte sich Coundoul als Stammtorhüter etablieren. Am 30. November 2011 zogen die Red Bulls nicht Option zur Vertragsverlängerung. Somit nahm Coundoul am MLS Re-Entry Draft 2011 teil, wo er von keinem Team ausgewählt wurde. Seitdem ist er vereinslos.

## Nationalmannschaft
Nach seinen Leistungen in der Saison 2007 wurde Coundoul im November 2007 vom senegalesischen Nationaltrainer Henryk Kasperczak erstmals in die Nationalelf berufen. Sein Länderspieldebüt gab er am 17. November 2007 in einem Freundschaftsspiel gegen Mali, als er zur zweiten Halbzeit für Tony Sylva eingewechselt wurde. Bei der Afrikameisterschaft 2008 war er im Kader und bestritt ein Spiel und war damit der erste Spieler aus der MLS, der an der Afrikameisterschaft teilnahm.